# Ruta Nacional 40 (Argentina)
A Ruta Nacional 40 é uma rodovia argentina, que percorre o país de sul a norte desde a província de Santa Cruz até a divisa com a Bolívia, tornando-se desta forma a mais extensa rodovia da Argentina. A rodovia corre paralela à Cordilheira dos Andes, incluindo trechos próximos ou em Parques Nacionais.
Percorre várias das regiões turísticas e dos atrativos mais importantes do território argentino. A rodovia percorre 5224 km: começando ao nível do mar, atravessa 20 parques nacionais, 18 importantes rios, conecta 27 passos de montanha na cordilheira e sobe aos 4895 metros de altitude no passo de montanha denominado Abra del Acay, na província de Salta.

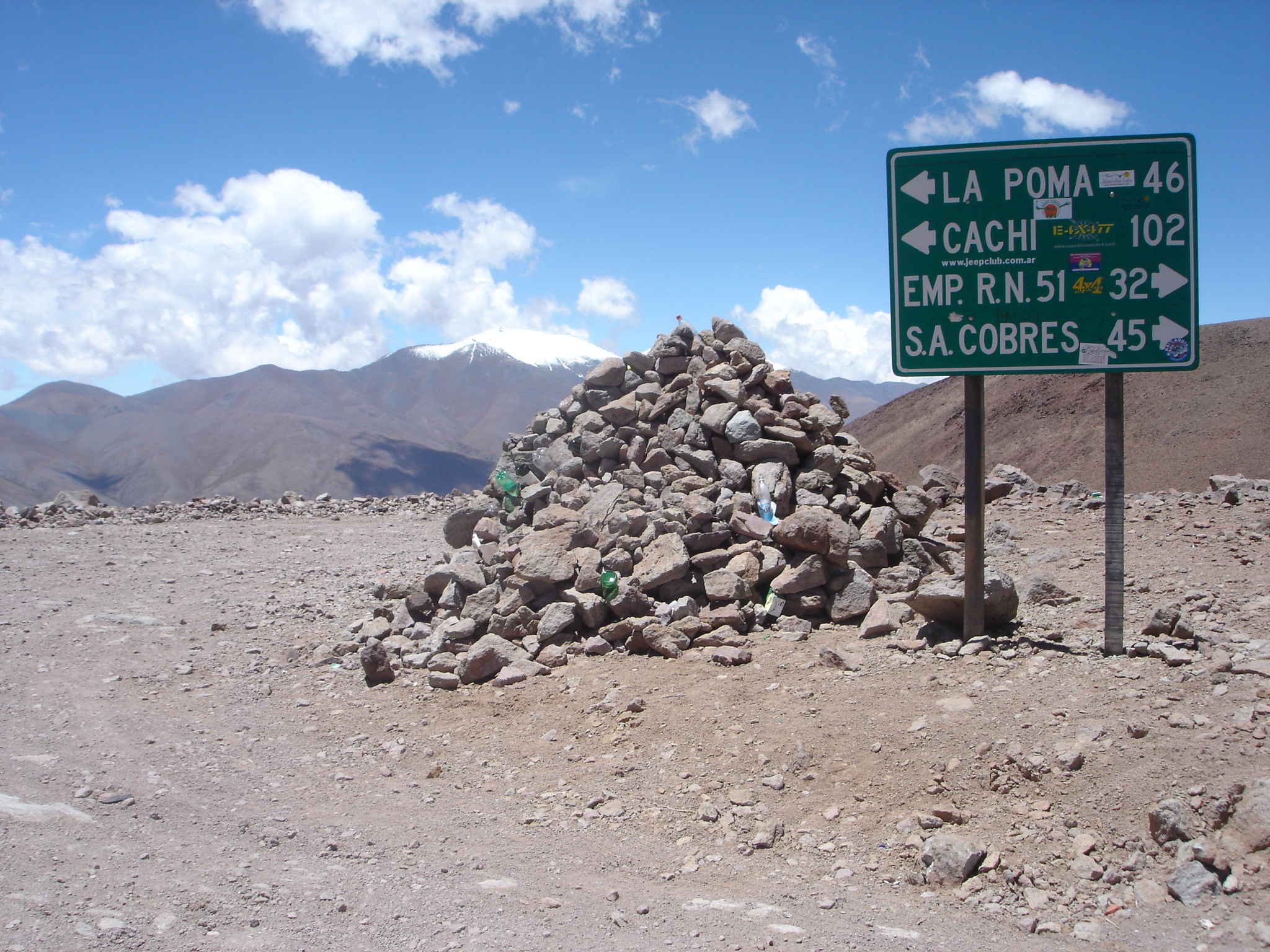
Abra del Acay (5061 m) em Salta.

Como a legendária U.S. Route 66 dos Estados Unidos, a ruta 40 é um emblema da Argentina. Esta rodovia cruza 11 províncias: Santa Cruz, Chubut, Rio Negro, Neuquén, Mendoza, San Juan, La Rioja, Catamarca, Tucumán, Salta e Jujuy.
Através desta rodovia pode-se chegar a El Calafate, próximo do Glaciar Perito Moreno, Lago Puelo, El Bolsón, Bariloche, Chos Malal, a Rodovia do Vinho nas províncias de Mendoza e San Juan, sítios de fósseis de dinossauros na Província de San Juan, águas termais em Catamarca, as Ruinas de Quilmes, os Vales Calchaquíes e a Puna.
Nesta rodovia foram realizadas algumas obras de pavimentação desde que no ano de 2004 este percurso foi impulsado pela Secretaria de Turismo como produto turístico nacional, o que permitiu assegurar mais fundos para a construção desta rodovia. Em 2006 a ruta 40 estava pavimentada em aproximadamente 48%. Neuquén e Río Negro são as únicas províncias onde a rodovia está totalmente pavimentada, ao passo que em Salta e Jujuy há poucos trechos com pavimento.
Desde que a rodovia começou a ser construída em 1935 sofreu várias modificações no seu percurso. Em 24 de novembro de 2004 a Dirección Nacional de Vialidad publicou a Resolução 1.748/04, que alterou os marcos quilométricos para que o km zero ficasse no extremo sul do percurso, em Cabo Vírgenes. Como não existe o trecho construído entre Cabo Vírgenes e Punta Loyola, final do antigo traçado, a rodovia começa no km 100. Até esta data a rodovia estava dividida em Ruta 40 Sul e Ruta 40 Norte, estando originalmente o quilômetro zero na interseção da Avenida San Martín e a Rua Garibaldi na cidade de Mendoza. Também foi alterado o trecho da travessia da zona urbana de Mendoza passando para a interseção do Acesso Leste (Ruta Nacional 7) e a Av. Gob. Ricardo Videla (ou Avenida Costanera).
Em 20 de maio de 2005 a Dirección Nacional de Vialidad firmou um convênio com a província de Jujuy, pelo qual se transferem trechos das rodovias provinciais 85, 70, 74, 7, 64, 65 e 5 à Nação para construir o chamado "corredor minero", que é o novo traçado da Ruta Nacional 40 mais a oeste da província. Este convênio foi ratificado pela Lei Provincial 5520. Desta maneira se alterou a denominação do caminho entre San Antonio de los Cobres e Abra Pampa para Ruta Nacional 1V40.